# Brieulles-sur-Bar
Brieulles-sur-Bar ist eine französische Gemeinde mit 224 Einwohnern (Stand 1. Januar 2022) im Département Ardennes in der Region Grand Est (vor 2016 Champagne-Ardenne). Sie gehört zum Arrondissement Vouziers, zum Kanton Vouziers und zum Gemeindeverband Argonne Ardennaise.

## Geografie
Die Gemeinde Brieulles-sur-Bar liegt am Fluss Bar, 17 Kilometer nordöstlich von Vouziers. Umgeben wird Brieulles-sur-Bar von den Nachbargemeinden Sy im Norden, Verrières im Nordosten, Saint-Pierremont im Osten, Authe im Süden, Belleville-et-Châtillon-sur-Bar im Westen sowie Les Petites-Armoises im Nordwesten.

## Bevölkerungsentwicklung
| Jahr                       | 1962 | 1968 | 1975 | 1982 | 1990 | 1999 | 2006 | 2019 |
| Einwohner                  | 249  | 239  | 196  | 196  | 175  | 202  | 218  | 226  |
| Quellen: Cassini und INSEE |      |      |      |      |      |      |      |      |

## Sehenswürdigkeiten
- Château-ferme de Brieulles-sur-Bar, ehemaliges Schloss, 1914 in einen Bauernhof umgewandelt, Monument historique[1]
- Wehrkirche Notre-Dame, Monument historique seit 1946[2]

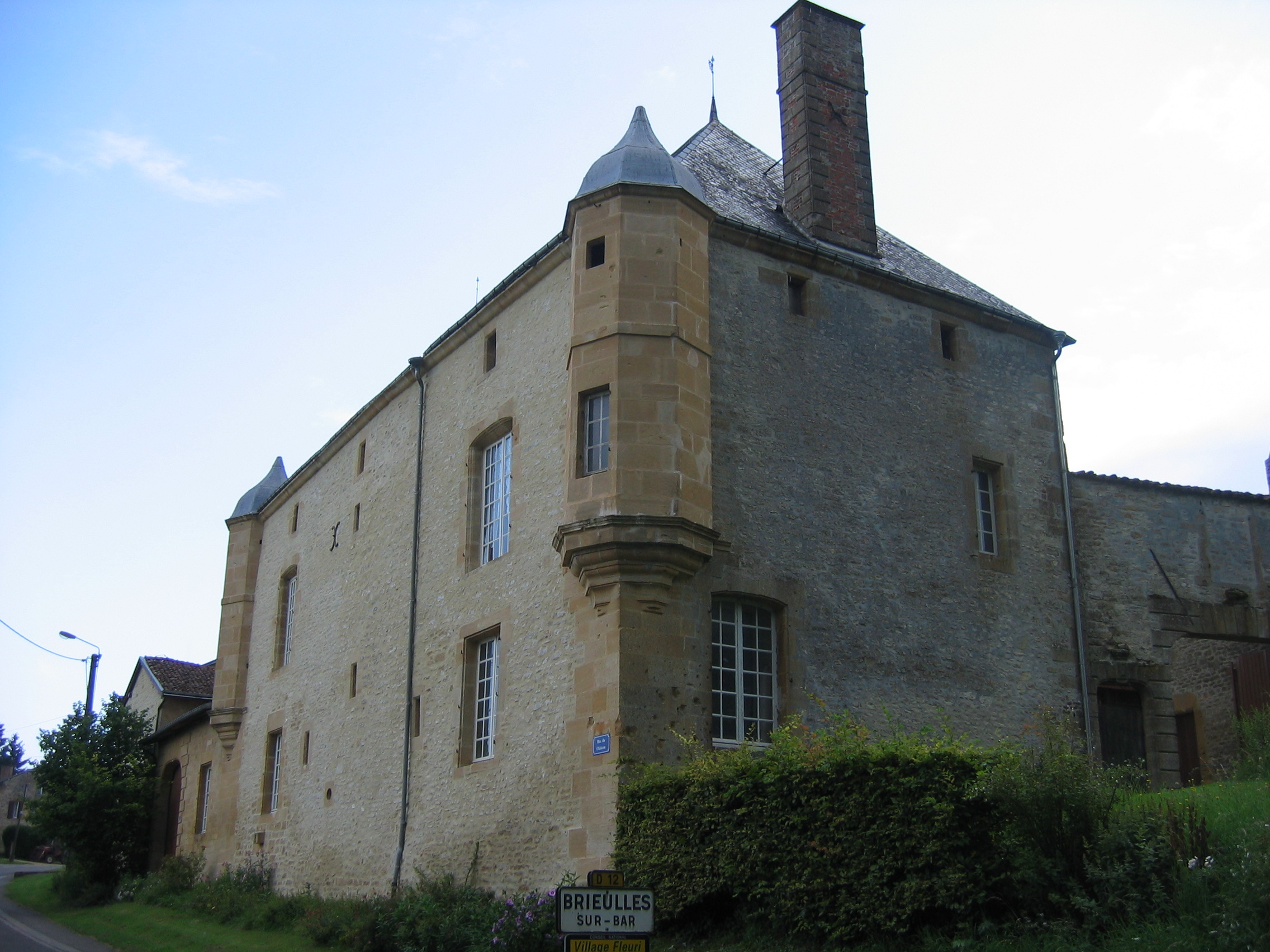
Château-ferme
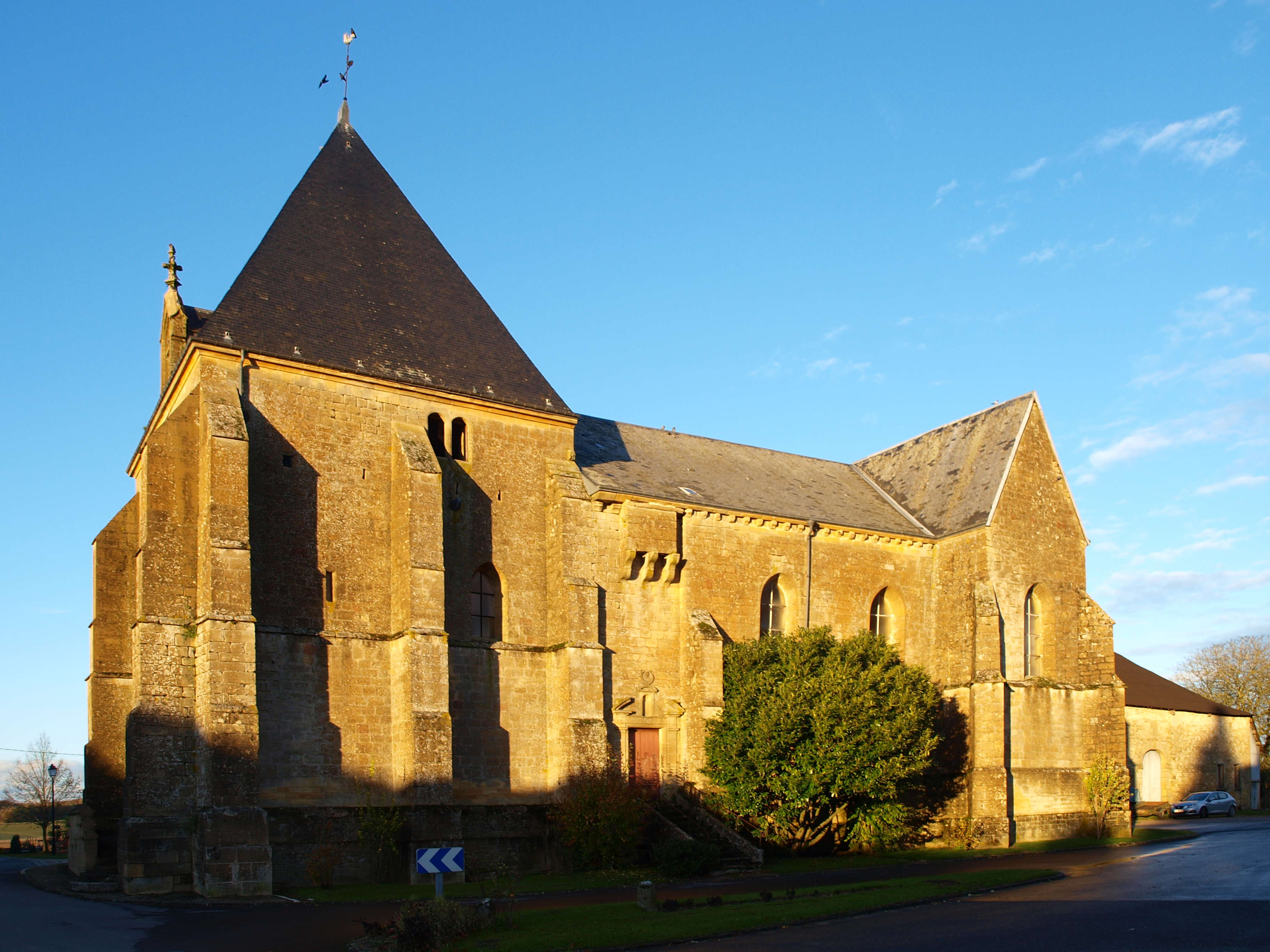
Kirche Notre-Dame